# Geographical (magazine)
Geographical (de son nom complet The Geographical Magazine) est la publication de la Royal Geographical Society (avec l'Institute of British Geographers), un organisme clef dans plusieurs expéditions célèbres, telles que celles de Charles Darwin, de Robert Falcon Scott et de Ernest Shackleton. Les éditeurs versent une redevance à la Société, qui sert à financer l'avancement de l'exploration, la recherche et la promotion des connaissances géographiques.
La revue est publiée tous les mois et est vendue dans les points de vente au détail et par abonnement sous forme imprimée et numérique. Il contient des articles illustrés portant sur des personnes, des lieux, des aventures, des voyages et des questions environnementales, et résume également les dernières recherches universitaires et les dernières découvertes en géographie. 
Elle donne également des comptes-rendus des activités de la Royal Society à ses membres et au public.

## Histoire
Le Geographical Magazine a été fondé par le diplomate anglais Michael Huxley en mai 1935. La politique éditoriale de Huxley était centrée sur la présentation d’une compréhension du monde qu'aucun autre périodique ne pouvait donner. Le premier numéro a été tiré à 50 000 exemplaires. Au cours des premiers mois de publication, le magazine a acheté pour ses lecteurs des reportages du Mexique, de Tahiti et de Turquie, présentant différentes régions de façon à offrir à la fois une analyse et les impressions du voyageur. « Il n'y a rien dans ce magazine qui ne soit de qualité supérieure », lit-on dans le journal The Spectator, « et si la norme du premier numéro peut être maintenue, il devrait s'imposer à la fois comme le mensuel le plus intéressant publié en anglais et comme un élément éducatif de première importance ». Le journal a également noté que The Geographical Magazine contenait « des illustrations du genre de celles qui ne peuvent provoquer qu'une rhapsodie étonnée ».
Le Geographical Magazine poursuit sa publication tout au long de la Seconde Guerre mondiale malgré les pénuries de papier et la censure gouvernementale, et la période d’après-guerre le voit s'élargir à l’interprétation de la géographie telle que la font les géographes, en conservant la ligne éditoriale du fondateur. L’édition du magazine a été reprise par le Times en 1956, puis par Odhams Press (en) en 1965. Le magazine a ensuite été repris par International Publishing Corporation. En 1968, le magazine a été considérablement repensé. En 1981, l'éditeur change à nouveau de mains, United Newspapers prenant le contrôle du magazine, puis par Hyde Park Publications en 1988, qui abrégea son titre en le simple Geographical.
À l'été 2016, Geographical a lancé une publication trimestrielle sur les voyages intitulée Geographical Expeditions et plus particulièrement destinée aux voyageurs.